# Chi Xoan
Chi Xoan (danh pháp khoa học: Melia) là chi thực vật có hoa thuộc họ Xoan (Meliaceae). Danh pháp khoa học của chi Melia này bắt nguồn từ μηλια, một từ trong tiếng Hy Lạp mang nghĩa tro được Carl von Linné dùng để miêu tả đặc điểm màu hoa của chúng gợi lên hình ảnh tương tự loài Fraxinus ornus mà Theophrastus (371 – 287 tr.CN) cũng đã sử dụng mô tả bằng từ μηλια..

## Danh sách loài
Các loài được giữ lại thuộc chi Xoan cho đến thời điểm hiện tại:
| - Melia arguta DC. - Melia azedarach L. – Chinaberry, Persian Lilac, White Cedar - Melia birmanica Kurz - Melia bogoriensis Koord. & Valeton - Melia dubia Cav. - Melia elegans Seem. |  | - Melia floribunda Carrière - Melia integerrima Buch.-Ham. - Melia simplicifolia Sessé & Moc. - Melia tomentosa Roxb. - Melia toosendan Siebold & Zucc. - Melia volkensii Gürke |  |

### Các loài trước đây
- Azadirachta excelsa (Jack) M.Jacobs (tên trước đây Melia excelsa Jack)
- Azadirachta indica A.Juss. (tên trước đây Melia azadirachta L.)
- Cipadessa baccifera (Roth) Miq. (tên trước đây Melia baccifera Roth)
- Dysoxylum parasiticum (Osbeck) Kosterm. (tên trước đây Melia parasitica Osbeck)
- Sandoricum koetjape (Burm.f.) Merr. (tên trước đây Melia koetjape Burm.f.)[8]